# The Apocalypse (film 1997)
The Apocalypse  è un film statunitense del 1997 diretto da Hubert C. de la Bouillerie.

## Trama
Un pilota di salvataggio e un barista si scontrano con un programmatore di computer e il capo di una banda criminale che ha dotato un'astronave di testate nucleari e pianifica di farla schiantare sulla Terra.

## Produzione
Il film fu prodotto dalla EGM Film International e dalla Ed Ancoats e girato a Burbank, California, nel 1997.

## Distribuzione
Alcune delle uscite internazionali sono state:
- 17 maggio 1997 negli Stati Uniti (The Apocalypse)
- nei Paesi Bassi
- in Portogallo (Apocalipse)
- in Grecia (Apokalypsi)
- in Germania (Codename Apocalypse)

## Promozione
La tagline è: "The end of the world is about to begin..." ("La fine del mondo sta per iniziare...").